# Slagvolume

Tussen de plaatsen waar de zuiger even stilstaat (het onderste- en bovenste dode punt) ligt het slagvolume

Slagvolume {\displaystyle V_{s}} is het begrip dat de hoeveelheid aanduidt van een vloeistof of gas dat door een orgaan of apparaat in één beweging verplaatst of verwerkt wordt.
Zo spreekt men bijvoorbeeld van het slagvolume van een hartspier, een pomp, spuitgieten of een verbrandingsmotor.

## Verbrandingsmotor
Bij een verbrandingsmotor wordt het slagvolume gevormd door de ruimte in de cilinder die zich bevindt tussen het onderste dode punt (ODP) en het bovenste dode punt (BDP) van de zuiger. Heeft een motor meer dan één cilinder, dan wordt de cilinderinhoud verkregen door het slagvolume te vermenigvuldigen met het aantal cilinders.
Als voorbeeld: een viercilindermotor met een slagvolume van 500 kubieke centimeter (cc) heeft een cilinderinhoud van (4 x 500) 2000 cc.